# Каркана (Милано)
Каркана је насеље у Италији у округу Милано, региону Ломбардија.
Према процени из 2011. у насељу је живело 22 становника. Насеље се налази на надморској висини од 104 м.